# Sé (Lisboa)
Sé era una freguesia portuguesa del municipio de Lisboa, distrito de Lisboa.

## Historia
Situada en la zona más antigua de Lisboa, la freguesia de Sé remonta su creación parroquial a 1150. Creada justo después de la conquista de Lisboa en 1147, Afonso Henriques mandó arrasar una antigua mezquita, sobre cuyos restos se construyó la iglesia matriz, que fue convertida en catedral metropolitana por D. Jõao en 1393. También llamada iglesia de Santa María la Mayor, la catedral es el monumento más antiguo y venerable de la ciudad, símbolo de las arquitecturas visigoda y árabe. Hace poco tiempo aparecieron vestigios de la mezquita, construida entre el  siglo IX y  el siglo X. Fueron descubiertos en el jardín del claustro, datado en tiempos de D. Dinis.
Fue suprimida el 8 de noviembre de 2012, en aplicación de una resolución de la Asamblea de la República portuguesa al unirse con las freguesias de Castelo, Madalena, Mártires, Sacramento, Santa Justa, Santiago, Santo Estêvão, São Cristóvão e São Lourenço, São Miguel, São Nicolau y Socorro, formando la nueva freguesia de Santa Maria Maior.

## Patrimonio
- Ruinas del Teatro Romano (Lisboa)
- Casa dos Bicos
- Catedral de Lisboa
- Iglesia de San Antonio